# Titan 34D
O Titan 34D, foi um veículo de lançamento descartável de origem Norte americana. Fabricado pela Martin Marietta.
Esse modelo, foi uma derivação do Titan III com os dois primeiros estágios alongados, para suportar dois reforçadores laterais mais compridos e aumentar a capacidade de carga.
O Titan 34D, foi lançado quinze vezes, entre 1982 e 1989, a maioria deles, conduzindo satélites militares. Além desses, alguns satélites de comunicação e a missão Mars Observer da NASA usaram esse modelo, tendo ocorrido apenas três falhas (1985/86/88).